# Тип 96 (гранатомёт)
Howa Type 96 (AGL) (яп. 96式40mm自動てき弾銃 96-shiki 40-miri jidōtekidanjū) — японский автоматический гранатомёт, выпускаемый компанией Howa с 1996 года.

## История
В связи с необходимостью тяжелого оружия огневой поддержки в составе Сил самообороны Японии (JSDF), помимо использования пулемёта Type 62 GPMG и пулемета Sumitomo M2HB, Howa впервые создала и произвела данный гранатомёт в 1996 году.

## Применение

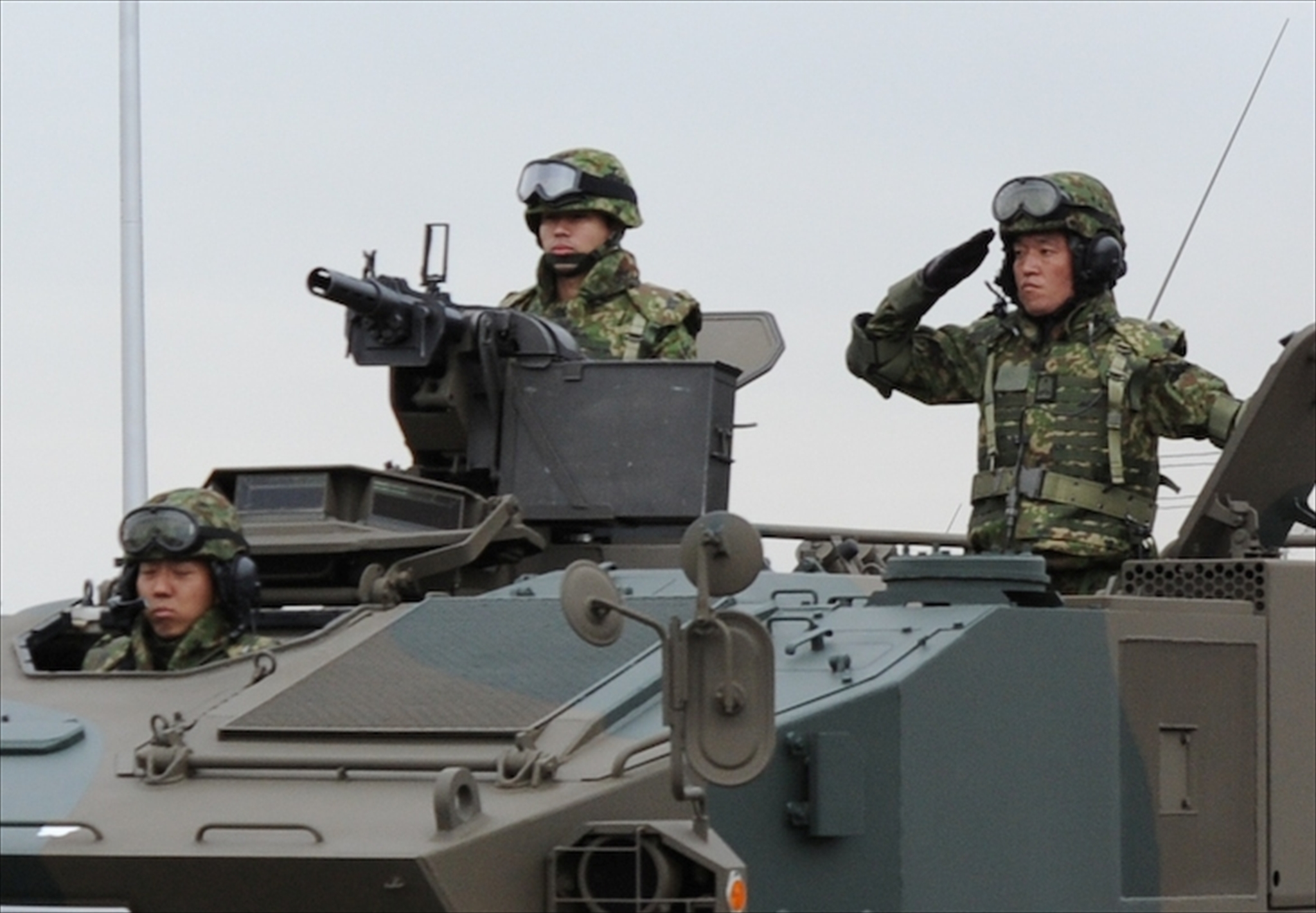
Тип 96 установленный на БТР тип 96.

Howa Type 96 может использоваться как пехотой, так и бронетехникой, первые — с треногой, а вторые — на станке. Он рассматривается как одно из основных оружий, устанавливаемых на БТР Тип 96.